# Francis Peyton Rous
Francis Peyton Rous (Baltimora, 5 ottobre 1879 – New York, 16 febbraio 1970) è stato un medico virologo statunitense che ottenne il premio Nobel per la medicina nel 1966.

## Biografia
Nacque nello Stato del Maryland nel 1879.
Nel 1909, all'età di 30 anni, scoprì che nei polli il sarcoma poteva essere indotto non solo trapiantando delle cellule tumorali, ma anche con l'iniezione di un agente submicroscopico estratto dalle stesse cellule tumorali. Questa scoperta diede origine alla teoria dell'origine virale dei tumori. Anche se inizialmente la sua ricerca fu molto criticata e oggetto di derisione, alla lunga degli esperimenti successivi corroborarono la sua tesi, finché molti anni dopo, nel 1966, come riconoscimento tardivo, gli fu assegnato, assieme a Charles B. Huggins, il premio Nobel per la medicina. L'agente infettivo fu in seguito chiamato il virus del sarcoma di Rous, un virus in grado di provocare un tumore nei polli, in modo molto rapido (poche settimane o addirittura giorni dall'infezione). Molti anni dopo questo virus è stato individuato come il primo dei retrovirus, grazie al lavoro di Howard Temin, allievo di Harry Rubin. Gli studi di Rous aprirono la strada alla ricerca sugli oncovirus.
Rous frequentò la Università Johns Hopkins a Baltimora e l'Università del Michigan. Nel 1909 entrò al Rockefeller Institute for Medical Research di New York (ora Rockefeller University) e qui si svolse tutta la sua carriera. A parte le ricerche sui tumori, ha svolto ricerche sul fegato e sulla funzione della cistifellea; si è interessato inoltre allo sviluppo delle banche del sangue.